# 天龍座AC
天龍座AC，又名BD+68 1121，HD 194258、SAO 18817、HR 7804，是天龍座的一颗恒星，视星等为5.55，位于銀經102.43，銀緯17.72，其B1900.0坐标为赤經20h 19m 39.4s，赤緯+68° 17.72′ 38″。